# Хачатурьян, Аркадий Христофорович
Аркадий Христофорович Хачатурьян (1901, Ахалкалаки, Грузия – 7 ноября 1941) – советский режиссёр-документалист, организатор кинопроизводства, временно исполняющий обязанности директора киностудии «Мосфильм» (1937–1938).

## Биография
Родился в 1901 году в городе Ахалкалаки.
В 1919 году окончил пять классов гимназии в Москве. С 1919 по 1925 год служил в РККА. В 1920 году окончил военно-спортивную школу, в 1922 году – военно-лыжные курсы в Москве. В 1926 году вступил в ВКП(б). Член Моссовета созыва 1925 года от Краснопресненского района.
В 1928 году окончил Государственный техникум кинематографии. Работал помощником председателя фотокиносекции Губрабиса, секретарем московского бюро фотокиносекции ЦД Рабис (Центрального дома работников искусств). Учился в Коммунистическом университете им. Я. М. Свердлова, который готовил советские и партийные кадры.
В  октябре 1937 года после ареста Софьи Соколовской назначен временно исполняющим обязанности директора киностудии «Мосфильм». 15–17 января 1938 года на совместном открытом партийном собрании коммунистов и актива творческих работников «Мосфильма» выступил с докладом  об итогах работы в 1937 году и констатировал, что киностудия выпустила на 13 фильмов меньше, чем было запланировано. В апреле 1938 года освобождён от занимаемой должности.
В дальнейшем работал режиссёром в отделе медицинской кинематографии Всесоюзного института экспериментальной медицины, режиссёром Центральной студии кинохроники. Поставил ряд документальных короткометражных фильмов.
С началом Великой Отечественной войны в июле 1941 года записался добровольцем в народное ополчение. Постановлением бюро МГК ВКП(б) от 17 июля 1941 года утверждён комиссаром полка народного ополчения от Киевского района. В должности комиссара 63-го стрелкового полка участвовал в битве за Москву.
Умер от ран 7 ноября 1941 года. Похоронен в братской могиле на Соборной (Красной) горе в Серпухове.

## Фильмография
- 1938 – Анафилактический шок
- 1939 – Здравоохранение в Москве
- 1939 – Колхоз «Пламя»
- 1940 – Павильон Армении
- 1940 – По воле народа
- 1941 – По родной стране